# Totò lascia o raddoppia?
Totò, lascia o raddoppia? é um filme italiano de 1956, dirigido por Camillo Mastrocinque. 

## Sinopse
O duque Gagliardo della Forcoletta, especialista em cavalos, mas completamente falido, participa no concurso televisivo "Lascia o raddoppia?", de forma a conseguir dinheiro para que a sua filha ilegítima possa casar-se. Dois gangsters italo-americanos, que apostaram na vitória do duque, raptam-no e ameaçam-no de morte.

## Elenco
- Totò: il duca Gagliardo della Forcoletta
- Mike Bongiorno: se stesso
- Dorian Gray: Héléne, la cantante del night club
- Valeria Moriconi: Elsa Marini, la cassiera del bar
- Gabriele Tinti: Bruno Palmieri, un camierere del bar, fidanzato con Elsa
- Carlo Croccolo: Camillo, il maggiordomo del duca
- Rosanna Schiaffino: Colomba, la donna di Nick Molise
- Edy Campagnoli: se stessa
- Gisella Monaldi: Bice, l'affittacamere
- Luigi Pavese: Anastasio, il proprietario del bar
- Elio Pandolfi: Osvaldo, un cameriere del bar
- Gianna Cobelli: la contessa
- Rocco D'Assunta: Joe Taccola, proprietario del night club
- Vince Barbi: Tommy, lo scagnozzo di Nick Molise
- Bruce Cabot: Nick Molise, il gangster di Chicago